# Charles Bukowski
Henry Charles Bukowski (/buːˈkaʊski/; nascido Heinrich Karl Bukowski; Andernach, 16 de agosto de 1920 — Los Angeles, 9 de março de 1994) foi um poeta, contista e romancista nascido na Alemanha. Sua obra, de caráter inicialmente obsceno e estilo totalmente coloquial, com descrições de trabalhos braçais, porres e relacionamentos baratos, fascinou gerações que buscavam uma obra com a qual pudessem se identificar.

## Biografia

### Infância
Nascido na Alemanha, filho do soldado teuto-americano Heinrich Bukowski e de Katharina (nascida Fett), aos três anos mudou-se para os Estados Unidos com seus pais. Foram inicialmente para Baltimore em 1923, depois para o subúrbio de Los Angeles. Com um pai extremamente autoritário e frustrado e uma mãe submissa, sofria, frequentemente, abusos físicos e psicológicos por parte de seu pai. Seus pais conheceram-se em Andernach, na Alemanha, após a Primeira Guerra Mundial.

### Adolescência
Na adolescência, surgiram inflamações que cobriram o rosto e toda a parte superior do corpo, fazendo-o submeter-se a tratamentos médicos no hospital público de sua cidade. Na escola, a situação também não era das melhores, tendo poucos amigos e sendo, sempre, o penúltimo a ser escolhido para o time de beisebol. Por causa do tratamento médico, abandonou temporariamente a escola, voltando somente um ano depois. Neste meio tempo, descobriu duas coisas que o ajudaram a tornar a sua vida suportável: o álcool e os livros.

### Primeiros anos
Em 1939, começa a frequentar aulas de arte, jornalismo e literatura na Los Angeles City College (LACC), ganha uma máquina de escrever de seu pai e logo se põe a escrever. Mas, por causa de seus escritos e contos, seu pai o expulsa de casa. Morando em pensões e sem emprego, abandonou as aulas que frequentava na LACC. Com problemas com o alcoolismo, trabalhou em empregos temporários em várias cidades americanas como faxineiro, frentista e motorista de caminhão. Em 1952, consegue um emprego de carteiro. Com uma vida errante e úlceras estomacais, bebe em excesso e escreve alucinadamente. Enviou seus trabalhos para as mais diversas editoras literárias independentes dos Estados Unidos, mas eles, quase sempre, eram recusados. A editora da revista Harlequin, Barbara Frye, no entanto, estava convencida de que Bukowski era um gênio. Começaram a se corresponder e, em determinado momento, Frye declarou que nenhum homem nunca se casaria com ela. Bukowski respondeu simplesmente: "Eu me casarei". Casaram-se logo depois de se conhecerem pessoalmente. Mas, tão rápido quanto se conheceram, separaram-se.
Em 1944, aos seus 24 anos, seu conto Consequências de uma longa carta de rejeição foi publicado na revista Story. Dois anos depois, o conto 20 tanques de Kasseldown (1946) foi publicado no terceiro volume da revista Portfolio: An Intercontinental Quarterly, em edição limitada com curadoria de Caresse Crosby. Não obtendo reconhecimento no mundo literário e sem conseguir publicações, Bukowski decepcionou-se com o processo criativo e parou de escrever por quase uma década, época em que se descreve como um "bêbado por dez anos". Essa década perdida formou a base de suas crônicas semiautobiográficas publicadas posteriormente, bem como para a criação de seu alter ego fictício Henry Chinaski.

### Surgimento de Henry Chinaski
Depois do divórcio com Frye, conhece Frances Smith, com quem teve uma filha, Marina Louise Bukowski. Até este momento, Charles Bukowski era, apenas, um poeta iniciante. Mas, em 1971, surge a imagem de Bukowski que o tornaria famosoː o seu alterego Henry Chinaski, em Cartas na Rua (Post Office). Chinaski o acompanha em todos seus romances e só não é protagonista em Pulp. Sua obra surtiu tanto efeito que alguns de seus contos e romances acabaram sendo adaptados para o cinema por alguns diretores. Inclusive, o próprio Bukowski recebeu diversos convites para escrever argumentos, apesar de assumir que nunca gostou muito de filmes.

### Morte

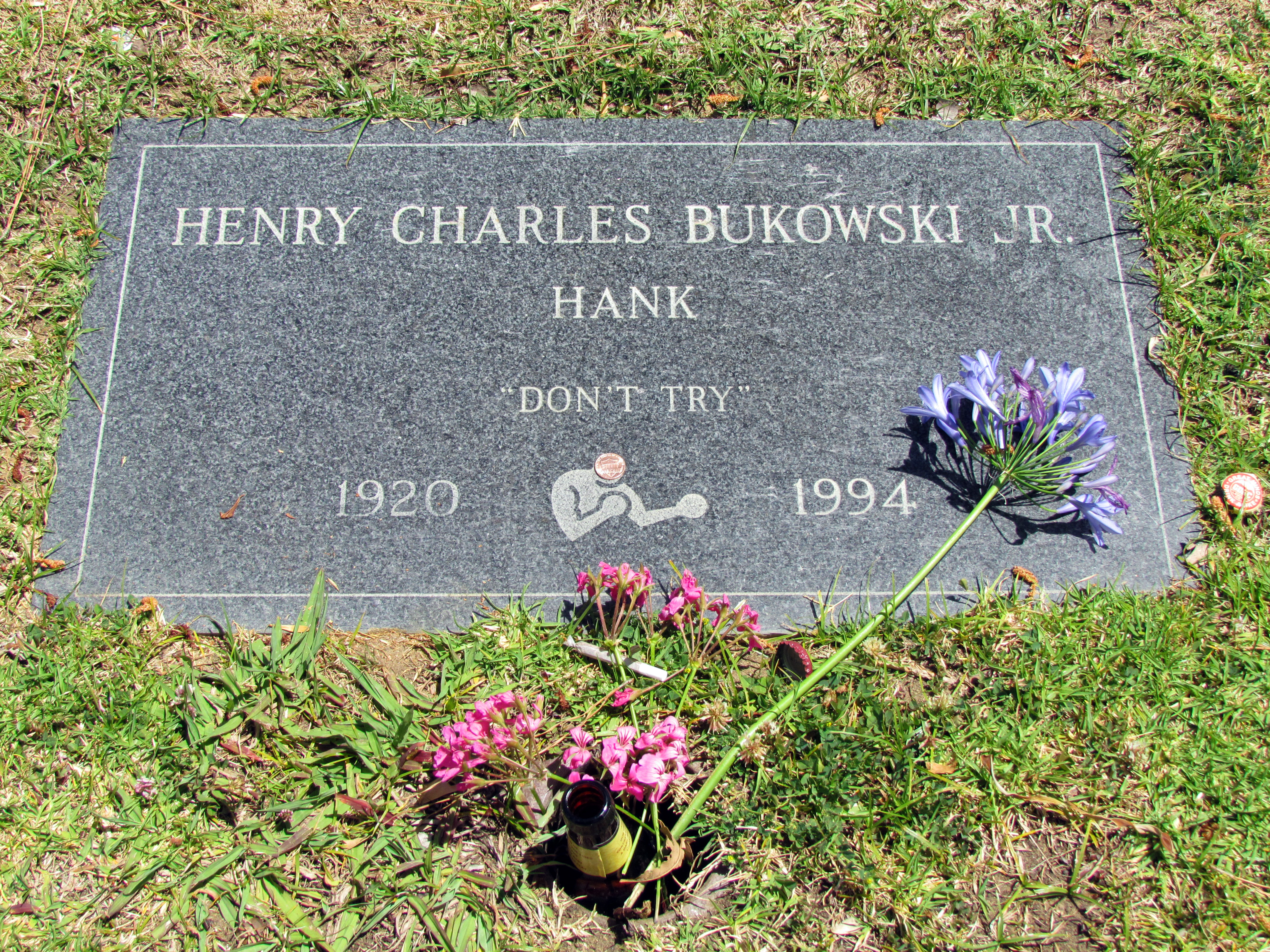
Túmulo de Bukowski, com a frase "Don't try"

Bukowski morreu de pneumonia, decorrente de um tratamento de leucemia aos 73 anos, em 9 de Março de 1994, na cidade de San Pedro, Califórnia, pouco depois de terminar Pulp. Em seu túmulo, se lê "Don't Try", "Não Tente" em português. Com o tempo, apareceram alguns herdeiros seus na literatura, principalmente na questão do estilo violento e despudorado de sua linguagem, e que acabou inclusive tendo desdobramentos no cinema. Mas poucos são aqueles que, como ele, vivenciaram e permaneceram com naturalidade na sarjeta, fazendo dela sua fonte de inspiração. De todo aquele inferno imundo e fedido, Bukowski fez o seu paraíso.

## Obra

### Influências
Teve, como principais influências, Fiódor Dostoiévski, pelo pessimismo, e Ernest Hemingway, pelas frases curtas, jeito simples de escrever. Com o escritor, aprendeu a frase "Todos desejam a morte do pai".
O escritor Henry Miller foi uma das grandes influências de Bukowski, principalmente sua obra O Trópico de Câncer. Bukowski escreve uma vez para Miller, a quem admirava muito, e tentou marcar um encontro com o escritor. Miller recusou e, não só isso, censurou-o por beber muito - dizendo que a bebida é um modo de matar a criatividade.
Já o estilo "pondo no papel uma linha atrás da outra" que Bukowski aderiu à sua obra, teve influência direta de John Fante. É possível encontrar contos em que Bukowski fala de sua admiração quase divina por Fante, como também seu encontro com o escritor. Os dois se conheceram antes de Fante morrer de diabetes.
A cidade de Los Angeles foi a sua principal fonte de inspiração, tratando de histórias com temas simples, misturando, por exemplo, corridas de cavalo, prostitutas e música clássica.

### Estilos
Dono de um estilo de carácter extremamente autobiográfico, Bukowski sonhou a vida inteira em ser reconhecido pelo seu trabalho como escritor. De estilo agressivo e inconformado e, na maioria das vezes, ébrio, sentava em sua máquina de escrever e, com uma sutileza surpreendente, deixava fluir seus pensamentos sem censura alguma. Bukowski vivia em um mundo atormentado e distorcido, totalmente fora dos padrões impostos pela sociedade de sua época. O escritor nunca fez questão de esconder que seus trabalhos eram, quase sempre, autobiográficos. E sua falta de discrição era tão grande que, durante toda vida, teve de lidar com a quebra de laços de amizade. Ele citava, sem qualquer preocupação, nomes e, quando muito inspirado, fazia duras críticas às pessoas que o cercavam. Repulsa, nojo, ódio, amor, paixão e melancolia. Esses são alguns dos sentimentos que mais inspiraram Charles Bukowski, que passou a vida nos becos dos Estados Unidos, na composição de toda sua obra. Cada poesia, cada romance e cada conto do escritor traz um pouco da vida do "Velho Safado", como ficou conhecido no mundo inteiro.

### Correlação com a Geração Beat
Bukowski tem sido erroneamente identificado com a Geração Beat, por certos temas e estilo correlatos, mas sua vida e obra nunca mostraram essa inclinação. Jim Christy, autor do livro The Buk Book, disse em uma vez que "ele havia sido um vagabundo, um imprestável, um proletário, um bêbado; bem, que fosse. Claro, outros trabalharam o mesmo território, mas o que diferenciava Bukowski do resto deles - os Knut Hamsun, Jack London, Maxim Gorky e Jim Tully - era que Bukowski era engraçado." Trabalhando esta imagem, Bukowski conseguiu criar um mito ao seu redor.

### Pinturas
Bukowski, apesar de ter sido notoriamente um escritor, também criou diversas pinturas e desenhos, todos eles contendo um estilo único. Entre suas obras, se encontram autorretratos, animais e pinturas abstratas. Buk era como costumava assinar suas pinturas.
Em sua coluna Notes of a Dirty Old Man no jornal Los Angles Free Press (jornal clandestino americano da década de 1960) são mostrados alguns de seus desenhos originais. Neles são retratadas algumas cenas cotidianas envolvendo Bukowski, como ele assistindo à corrida de cavalos.
Uma grande parte de suas pinturas foram enviadas para a editora de livros Black Sparrow, para serem usadas como capas de suas primeiras edições.

## Legado
Bukowski está presente em álbuns, músicas e letras de muitas bandas, entre as quais: Guns N' Roses ("Nightrain"), U2 ("Dirty Day"), Red Hot Chili Peppers ("Mellowship Slinky in B Major"), Tom Waits ("Frank's Wild Years"), Anthrax, Apollo 440, Modest Mouse, Nick Cave and the Bad Seeds, Leftover Crack, Bad Radio (uma das bandas de começo de carreira de Eddie Vedder, vocalista da banda Pearl Jam), entre muitas outras. O filósofo francês Jean-Paul Sartre teria se referido a Bukowski como — "O maior poeta da América". Tal comentário, que transformou-se em um dos mais famosos sobre a obra de Bukowski, é quase certo ser uma mentira inventada pelo próprio Bukowski. Não existe nenhum registro que confirma tal comentário. Grandes especialistas em Sartre desmentem tal demonstração de prestigio. Do mesmo modo ocorreu sobre o interesse de Jean Genet sobre suas obras e a critica, publicada em uma edição alemã de Notas de um Velho Safado, de Henry Miller. A crítica de Miller foi uma jogada estratégica desesperada para aumentar as vendas na Europa, inventada pelo tradutor Carl Weissner.

## Principais obras

### Romances
- Cartas na Rua (1971)
- Factotum (1975)
- Women (1978)
- Ham on Rye (1982)
- Hollywood (1989)
- Pulp (1994)

### Colectâneas de poesia
- Flower, Fist, and Bestial Wail (1960)
- It Catches My Heart in Its Hands (1963)
- Crucifix in a Deathhand (1965)
- At Terror Street and Agony Way (1968)
- Poems Written Before Jumping Out of an 8 story Window (1968)
- A Bukowski Sampler (1969)
- The Days Run Away Like Wild Horses Over the Hills (1969)
- Fire Station (1970)
- Mockingbird Wish Me Luck (1972)
- Burning in Water, Drowning in Flame (1974)
- Scarlet (1976)
- Maybe Tomorrow (1977)
- Love Is a Dog from Hell (1977)
- Play the Piano Drunk Like a Percussion Instrument Until the Fingers Begin to Bleed a Bit (1979)
- Dangling in the Tournefortia (1981)
- Hot Water Music (1983)
- War All the Time (book)|War All the Time (1984)
- You Get So Alone at Times That It Just Makes Sense (1986)
- The Roominghouse Madrigals (1988), 978-0876857335
- Septuagenarian Stew: Stories & Poems (1990)
- People Poems (1991)
- The Last Night of the Earth Poems (1992)
- Betting on the Muse: Poems and Stories (1996)
- Bone Palace Ballet (book)|Bone Palace Ballet (1998)
- What Matters Most Is How Well You Walk Through the Fire. (1999)
- Open All Night (book)|Open All Night (2000)
- The Night Torn Mad with Footsteps (2001)
- Sifting Through the Madness for the Word, the Line, the Way (2003)
- The Flash of the Lightning Behind the Mountain (2004)
- Slouching Toward Nirvana (2005)
- Come on In! (2006)
- The People Look Like Flowers at Last (2007)
- The Pleasures of the Damned (2007)
- The Continual Condition (2009)

### Livros e colectâneas de poesia
- Confessions of a Man Insane Enough to Live with Beasts (1965)
- All the Assholes in the World and Mine (1966)
- Notes of a Dirty Old Man (1969)
- Erections, Ejaculations, Exhibitions, and General Tales of Ordinary Madness (1972)
- South of No North (1973)
- Hot Water Music (1983)
- Tales of Ordinary Madness (1983)
- The Most Beautiful Woman in Town (1983)
- Prying (com Jack Micheline e Catfish McDaris) (1997)
- Portions from a Wine-stained Notebook: Short Stories and Essays (2008)
- Absence of the Hero (2010)
- More Notes of a Dirty Old Man (2011)
- The Bell Tolls For No One (CityLights, edição de 2015)

### Livros denão ficção
- Shakespeare Never Did This (1979); expanded (1995)
- The Bukowski/Purdy Letters (1983)
- Screams from the Balcony: Selected Letters (1993)
- Living on Luck: Selected Letters, vol. 2 (1995)
- The Captain Is Out to Lunch and the Sailors Have Taken Over the Ship (1998)
- Reach for the Sun: Selected Letters, vol. 3 (1999)
- Beerspit Night and Cursing: The Correspondense of Charles Bukowski and Sheri Martinelli (2001)
- Sunlight here I am: Interviews and encounters, 1963-1993 (2003)

### Filmeseguiões
- Bukowski at Bellevue 1970 (1995)  – Poetry Reading[12]
- Bukowski 1973 – Californian KCET Documentário de TV
- Supervan 1977 – Feature Film (Not based on Bukowski's work but Bukowski had cameo appearance as Wet T-shirt Contest Water Boy)
- There's Gonna Be a God Damn Riot in Here – Filmed: 1979; DVD Release: 2008 – Poetry Reading
- The Last Straw  – Filmed: 1980; DVD Release: 2008 – Poetry Reading
- Tales of Ordinary Madness – Feature Film
- Poetry In Motion 1982 – Documentário de Poesia
- Barfly 1987 – Feature Film
- Crazy Love 1987 – Feature Film (Bélgica)
- The Ordinary Madness of Charles Bukowski (1995), Documentário da BBC.[13][14]
- Bukowski: Born Into This 2002 – Documentário Biográfico
- Factotum 2005 – Feature Film
- The Suicide 2006 – Short film
- One Tough Mother 2010 Released on DVD – Leitura de Poesia
- Mermaid of Venice 2011 – Filme curto
- "Charles Bukowski's Nirvana" 2013 – Short film[15]
- "Sitting on a Fire Escape Eating Eggs" 2015 – Short film[16][17]

## Livros publicados no Brasil
Romances
- Cartas na Rua. São Paulo: L&PM Editores, 2011 (edição original 1971)
- Factotum. São Paulo: L&PM Editores, 2007 (ed. original 1975)
- Mulheres. São Paulo: L&PM Editores, 2011 (ed. original 1978)
- Misto Quente. São Paulo: L&PM Editores, 2005 (ed. original 1982)
- Hollywood. Porto Alegre: L&PM Editores, 1990. (ed. original 1989)
- Pulp. Porto Alegre: L&PM Editores, 1995. (ed. original 1995)

Contos, poesia, não ficção
- Crônica de um amor louco. Porto Alegre: L&PM Editores, 1984
- Notas de um velho safado. Porto Alegre: L&PM Editores, 1985.
- Fabulário geral do delírio cotidiano. Porto Alegre: L&PM Editores, 1986.
- Numa fria. Porto Alegre: L&PM Editores, 1993.
- A mulher mais linda da cidade. Porto Alegre: L&PM Editores, 1997. (coletânea)
- O capitão saiu para o almoço e os marinheiros tomaram conta do navio. Porto Alegre: L&PM Editores, 1999.
- Hino da tormenta. Florianópolis: Spectro, 2003.
- Os 25 melhores poemas de Charles Bukowski. Rio de Janeiro: Bertrand, 2003.
- Tempo de voo para lugar algum. Florianópolis: Spectro, 2004.
- Essa loucura roubada que não desejo a ninguém a não ser a mim mesmo amém. Rio de Janeiro: 7 Letras, 2005.
- Vida desalmada. Florianópolis: Spectro, 2006.
- À toa em San Pedro. Florianópolis: Spectro, 2006.
- O amor é um cão dos diabos. Porto Alegre: L&PM Editores, 2007.
- Ao sul de lugar nenhum - Histórias da Vida Subterrânea. Porto Alegre: L&PM Editores, 2008.
- Bukowski - Textos autobiográficos. Porto Alegre: L&PM Editores, 2009
- Pedaços de um caderno manchado de vinho. Porto Alegre: L&PM Editores, 2010
- Amor é tudo que nós dissemos que não era. Rio de Janeiro: 7Letras, 2012
- Miscelânea septuagenária: Contos e poemas. Porto Alegre: L&PM Editores, 2014
- Sobre o amor. Porto Alegre: L&PM Editores, 2014
- As pessoas parecem flores finalmente. Porto Alegre: L&PM Editores, 2015
- Maldito deus arrancando esses poemas da minha cabeça: 7Letras, 2015. (Coletânea organizada por Fernando Koproski)[18]
- Queimando na água, afogando-se na chama. Porto Alegre: L&PM Editores, 2015
- Escrever para não enlouquecer. Porto Alegre: L&PM Editores, 2016
- Sobre gatos. Porto Alegre: L&PM Editores, 2017
- Você fica tão sozinho às vezes que até faz sentido. Porto Alegre: L&PM Editores, 2018
- Tempestade para os vivos e para os mortos: Poemas inéditos e dispersos. Porto Alegre: L&PM Editores, 2019
- Sobre bêbados e bebidas. Porto Alegre: L&PM Editores, 2020

Revista em quadrinhos
- N.York, 95 cents ao dia. Porto Alegre: L&PM Editores, 1984.
- Delírios cotidianos. Porto Alegre: L&PM Editores, 2008.
- Traz teu amor pra mim e outros contos. São Paulo: WMF Martins Fontes, 2015

## Livros publicados em Portugal
- A sul de nenhum Norte. Relógio D'Água, 1970
- Mulheres. D. Quixote, 1985.
- Correios. Canguru, 2002.
- Pão com fiambre. Ulisseia, 2010.
- Hollywood. Objectiva, 2012.
- Pulp. Objectiva, 2012.
- Histórias da loucura normal. Objectiva, 2013.
- A mulher mais bonita da cidade. Objectiva, 2014.
- Música para aguardente. Antígona, 2015.
- O capitão saiu para almoçar e os marinheiros tomaram o navio. Objectiva, 2016.
- Factotum. Objectiva, 2016.
- Os cães ladram facas. Alfaguara, 2018.
- Notas de um velho nojento. Alfaguara, 2019.